# Classe Majestic (cuirassé)
Cet article concerne la classe de cuirassé. Pour la classe de porte-avions, voir Classe Majestic (porte-avions). Pour les homonymes, voir Majestic.
Pour les articles homonymes, voir Majestic.
La classe Majestic est une classe de cuirassé pré-dreadnought de la Royal Navy, construit sous le Programme Spencer (du nom du First Sea Lord John Poyntz Spencer, 5e comte Spencer) dans le but de contrer la montée en puissance des marines française et russe.
Avec neuf unités mises en service, ce fut la classe de cuirassés la plus importante de l'histoire par le nombre de navires. Cette classe fut conçue par Sir William White (en).

## Conception
Le premier cuirassé lancé, le HMS Majestic en 1895, avec une longueur de 128 mètres pour un déplacement de 16 000 tonnes, était le plus gros cuirassé jamais construit à l'époque. Les navires de cette classe furent réputés pour bien tenir la mer avec de bonnes machines, même s'ils souffraient d'une consommation de combustible élevée. Les premiers furent équipés de machine au charbon mais en 1905-1906 le HMS Mars devint le premier cuirassé convertit au gazole et le reste de la flotte fut transformé de la même manière en 1907-1908. Cette classe fut la dernière à être équipée de tourelles de côté, les classes suivantes ayant des tourelles de canons en ligne.

## Navires de la classe et faits majeurs
- HMS Caesar (1898-1921) : il combattit les Bolcheviques en mer Noire pendant la guerre civile russe. Vendu pour la ferraille.
- HMS Hannibal : mis en service en 1896, il servit au transport de troupes pour la campagne des Dardanelles en 1915 et fut vendu en 1920.
- HMS Illustrious (1898-1920)
- HMS Jupiter (1898-1920)
- HMS Magnificent (1895-1921)
- HMS Majestic (1895-1915). Combattit pendant la Première Guerre mondiale, bombarda des positions allemandes en Belgique puis combattit l'empire Ottoman en Méditerranée. Coulé par un sous-marin allemand au large du cap Helles.
- HMS Mars 1897-1921
- HMS Prince George (plus tard et brièvement HMS Victorious II) (1895-1921)
- HMS Victorious (plus tard HMS Indus II) (1895-1923)